# ¡Esto es alegría!
¡Esto es alegría! es una película de Argentina filmada en colores dirigida por Enrique Carreras según su propio guion escrito en colaboración con Julio Porter y Tita Merello que se estrenó el 9 de marzo de 1967 y que tuvo como protagonistas a Mercedes Carreras, Jorge Barreiro, María Luisa Santés y Tono Andreu.

## Sinopsis
Tres sketches donde triunfa el optimismo: un director de televisión que consigue una nueva madre para sus hijos, una pareja de artistas veteranos enfrenta una crisis sentimental y un lustrador cuyo padre es alcohólico lucha por educar a su hermano menor.

## Reparto
- Mercedes Carreras …Jimena Rosales
- Jorge Barreiro …Sr. Montes
- María Luisa Santés…Santa Rita
- Tono Andreu
- Darío Víttori…Sr. Venturini
- Juan Carlos Altavista …Tito
- Aurora del Mar.............Zulma
- Marisa Carreras
- María Carreras
- Quique Carreras
- Tita Merello …Tita
- Eduardo Rudy …Eduardo
- Chico Novarro …Chico
- Fidel Pintos …Fidel
- Javier Portales …Javier
- Carlos Balá …Cepillo
- Ubaldo Martínez …El Comodoro
- Gaspar Mulet
- Nathán Pinzón …Bachicha
- Luis Tasca …Comisario
- Alberto Irízar …El Turco
- Mauricio Morris …Hombre lustrándose
- Giancarlo Arena
- Jorge de la Riestra
- Beto Gianola
- Héctor Fuentes …Vendedor juguetería
- Mario Savino …Hombre en muelle

## Comentarios
La Prensa afirmó en su crítica sobre el filme:

”Demuestra el atraso sn que se debate el cine argentino….en lo que hace a sus ideas y criterios de producción…¡Esto es alegría! no es cine ni alegría. Es una tristeza”.

Por su parte, Manrupe y Portela escriben:

”Archisentimental tríptico de Carreras en el que se destaca el episodio de Tita Merello y una única, curiosa e interesante incursión de Balá en lo trágicómico”.